# Sapor I
Sapor I o Xapur I (215-272) va ser el segon Rei de reis (240-270) de la dinastia sassànida. Va deixar diversos relleus a les roques, una estàtua colossal i la inscripció a la paret coneguda per Ka'ba-ye Zardoæt (escrita en tres llengües).
Era fill d'Artaxerxes I i de Mirod i va lluitar amb el seu pare contra els parts (vers 224-226). El seu pare el considerava el millor dels seus fills i el va designar successor a una assemblea de magnats. Fou coronat el 12 d'abril del 240 i encara que el seu pare va romandre com a rei, ja des de llavors devia tenir el poder efectiu. La seva coronació és commemorada al relleu de Naqs-e Rajab.

## Guerres amb Roma

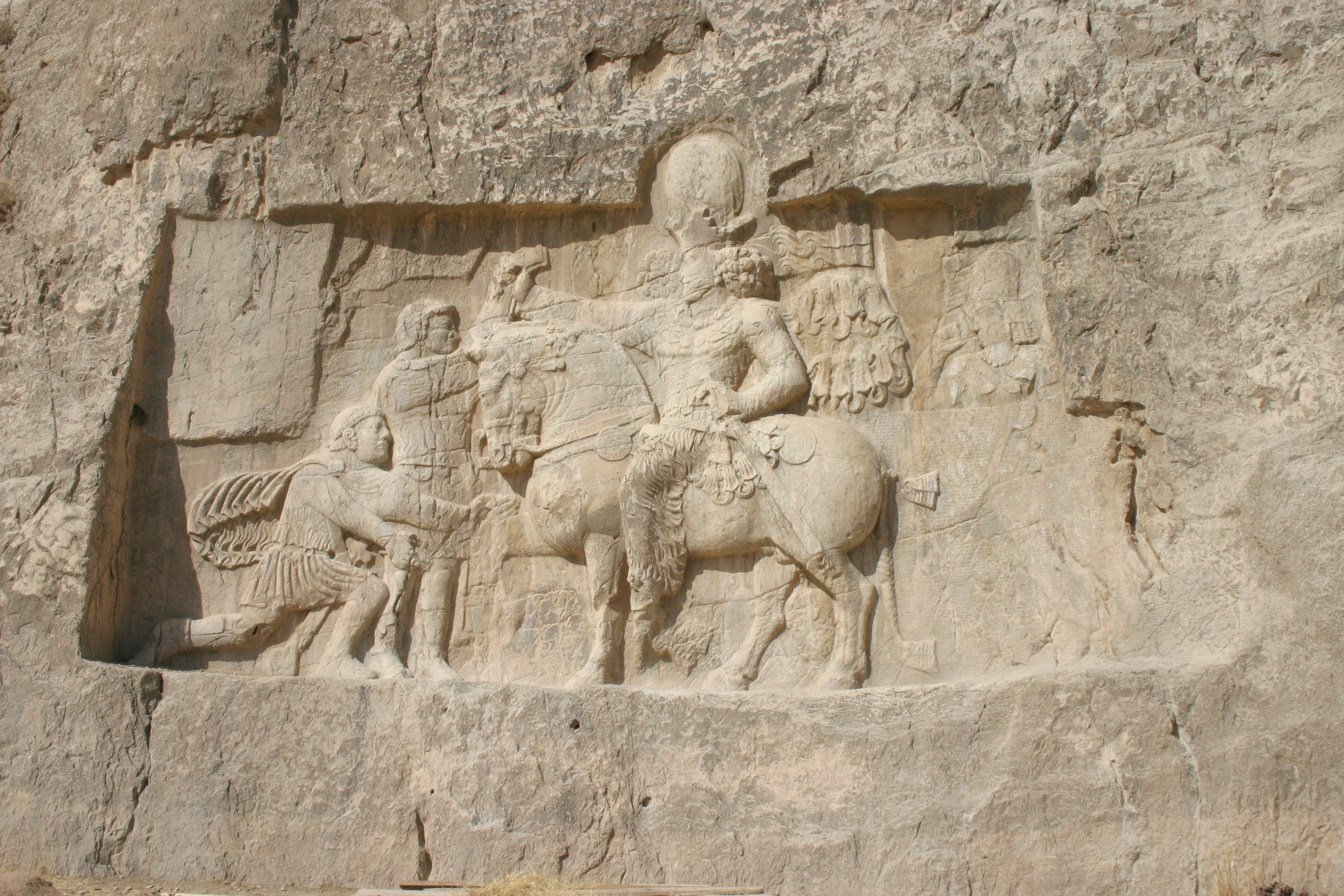
Relleu a Naqsh-e Rustam de Sapor I (damunt del cavall) amb Felip l'àrab i l'emperador Valerià I.

Va lluitar en tres campanyes contra els romans: la primera el 242 fins a 244 va seguir la captura de la fortalesa d'Hatra pels perses (240); Gordià III va aixecar un exèrcit el 242 i va passar l'hivern a Antioquia des d'on va lluitar en repetides batalles contra els sassànides, als que va arrabassar Nísibis i Carrhae i els va derrotar en la batalla de Resaena (moderna Ras al-Ain, prop de Nísibis). La proclamació de Filip l'Àrab, prefecte pretorià, com a corregent, va minar l'autoritat de Gordià III i va portar a la retirada romana cap a la frontera quan podien haver arribat a Ctesifont; en la retirada Gordià III va morir o fou assassinat; algunes fonts pensen que Gordià va morir terres perses endins, com Eusebi de Cesarea, Zòsim i Zonaràs. Llavors Filip va fer un tractat d'amistat amb Sapor i va acabar la guerra i fins i tot va cedir Armènia i Mesopotàmia, encara que després va trencar el tractat; segons els sassànides a la seva inscripció trilingüe, romans i perses van lliurar una batalla a la frontera d'Asurestan (Assíria) a un lloc anomenat Misike on l'Eufrates corria prop del Tigris, i en aquesta batalla va morir Gordià (les versions romanes que accepten la mort de Gordià en combat diuen que va caure de cavall i va morir de les ferides); els romans van proclamar emperador a Filip que va demanar la pau i va pagar 500.000 denaris de rescat per les seves vides i va esdevenir tributari sassànida. Aquesta versió és considerada més probable pels moderns historiadors. Sapor va incorporar l'Armènia occidental sota domini romà i va commemorar la seva victòria amb un relleus a la roca a Fars el principal dels quals a Darabgerd.
La segona campanya fou del 252 al 256 i els relats són contradictoris. De les narracions dels autors romans sembla que abans del 250 Roma va negar el tribut als sassànides i es va annexionar altre cop Armènia occidental; Sapor va respondre amb la invasió de Mesopotàmia vers el 250, però es va haver de retirar per un conflicte que va esclatar al Khurasan. El 252 va envair territori romà i va aniquilar a una força de seixanta mil romans a Barnalissus (moderna Qalat al-Balis) a l'esquerra de l'Eufrates i va assolar la província de Síria i dependencies conquerint trenta-sis fortaleses; altres campanyes es van desenvolupar el 253, 254, 255 i 256 sempre amb Antioquia com a objectiu dels perses; al començament (vers el 252) fou recuperada Armènia i el fill del rei, Ormazd Ardashir fou nomenat rei (Artavasdes VII d'Armènia); també fou ocupada Geòrgia i el regne fou posat sota autoritat d'un alt oficial, el bidaxsh, amb l'encàrrec de vigilar els passos del Caucas; a partir del 253 Artavasdes VII d'Armènia també va atacar els romans i va entrar a Capadòcia; Sapor es va emportar de Síria a molta gent que va establir al seu regne. La guerra es va aturar el 256.
El 260 la guerra es va reprendre i es va desenvolupar entre Carrhae i Edessa; els perses van assetjar aquestes ciutats i l'emperador Valerià I hi va anar amb 70.000 homes, i es va lliurar una gran batalla a l'oest de Carrhae, en la que Valerià fou derrotat i fet presoner junt amb molts oficials, el prefecte del pretori, senadors i altres notables, que foren portats a Pèrsia; Síria fou assolada igual que Cilícia i Capadòcia i altre cop es van conquerir 36 fortaleses; els ciutadans agafats eren portats a terres d'Iran, a les regions de Persis, Pàrtia, Khuzestan i Asoristan (Babilònia) entre altres províncies. Sapor va tornar a Ctesifont avançat el 260; potser en la tornada (en tot cas en data incerta) el perses van perdre una part del botí per un o diversos atacs dels àrabs de Palmira sota el seu xeic Odenat, aliat romà, però aquest fet, presentat com la revenja romana de la derrota de Valerià, en realitat cal considerar-ho normal per la dificultat de transportar milers de captius i carros plens de material a través del desert en una zona que els àrabs coneixien bé, i de fet els perses van tenir un èxit en la seva tasca, ja que la major part del botí i dels captius van arribar a la seva destinació.

## Resta del regnat
Després de la victòria els romans desplaçats, molts dels quals eren artesans o persones de bona formació, van revitalitzar l'economia de moltes ciutats iranianes, o es va desenvolupar el cristianisme que no fou perseguit i van sorgir esglésies i fins i tot bisbats, i la llengua grega i el siríac van començar a ser àmpliament utilitzades. Sapor va agafar el títol de Rei de reis de l'Iran i el No Iran (Eran i Aneran). Es van edificar o reconstruir ciutats i per exemple Misike (lloc de la victòria sobre Gordià III) va esdevenir Peroz-Shapuhr i centre d'uns magatzems militars o anbar; Aparshahr fou refundada amb el nom de Nevshapuhr (Nixapur, que vol dir "Excel·lent és Shapur"); Susa fou rebatejada Hormazd Ardashir; Rima (un districte de Kashkar) va rebre el nom de Sad-Shapur (Felicitat de Shapur); a 10 km al sud de Dezful es va fundar Gondeshapur (al lloc de l'antiga Beth Lapat) on es van establir molts antioquens; Bishapur va ser fundada pel mateix rei que hi va construir diversos monuments i va manar fer alguns relleus a la gorga de Tang-e Chowgan, amb una estàtua colossal del rei que encara existeix.
Sapor fou seguidor de la doctrina mazdaista que va protegir, però el zoroastrisme no fou l'única religió de l'estat i va ordenar fer còpies de molts llibres de medicina, astronomia, lògica i altres tant de l'Índia com de l'Imperi Romà i altres llocs i junt amb l'Avesta les copies foren dipositades al tesor reial. Els cristians, jueus i maniqueus es van beneficiar de la seva tolerància. Mani el va tractar de convertir però no ho va aconseguir.

## Família
Va morir de malaltia a Bishapur probablement el maig del 270 després de 31 anys de regnat; el va succeir el seu fill i hereu Ormazd I (Hormazd Ardashir); va deixar altres dos fills: Bahram Gilan Shah i Narses Sakan Shah; un altre fill, Shapur Misan Shah (rei de Mesene) el va premorir però va deixar sis fills i una filla, Adur Anahid, que van gaudir de rellevants posicions. La seva muller fou la princesa Gurdzad.